# Discografia de Lali Espósito
A discografia de Lali Espósito, uma cantora, atriz, compositora, empresária, dançarina, e modelo argentina, consiste em 3 álbuns de estúdio, 2 álbuns ao vivo, 1 Extended play, 12 singles e 6 promocionais, 3 turnês e 9 videoclipes. Iniciou suas atividades como cantora solo em 2013 em um projeto independente, seguida pelo grupo 3musica. Logo após o sucesso nacional e internacional, Lali assina com a gravadora Sony Music Entertainment/RCA em novembro de 2014.
Juntamente com o grupo Teen Angels, a qual integrou no período entre 2007 e 2012, os mesmos venderam cerca de 10 milhões de cópias de discos em toda América Latina, Europa e Israel (ver Discografia de Teen Angels) com 6 álbuns de estúdio, 4 álbuns ao vivo, 1 álbum de coletânea, 2 extended plays e 5 álbuns recompilatórios para países como Brasil, México, Espanha, Israel e para a América Latina. O grupo foi certificado várias vezes com discos de platina (dupla/tripla) e disco de ouro na Argentina, também certificado em diamante em Israel com o CD+DVD Teen Angels en vivo desde Israel 2009, e disco de platina na Espanha.
Em 2013, com o término do grupo, Lali lançou o primeiro single de divulgação do primeiro álbum de estúdio, ambos levando o mesmo título, A Bailar. O álbum, lançado em março de 2014 na Argentina, fora certificado em disco de ouro pela CAPIF - Câmara Argentina de Produtores de Fonogramas e Videogramas, pelas 20.000 cópias vendidas. O mesmo ganhou duas estatuetas no Prêmios Gardel 2015, a maior premiação musical do país, como "Melhor álbum pop feminino" e "Melhor álbum novo artista pop".
"Único" foi a primeira música lançada, em 20 de março de 2016, do segundo álbum de estúdio, Soy. O segundo álbum foi lançado em 20 de maio de 2016 na Argentina, certificado em disco de ouro no mesmo dia de lançamento pelas 20.000 cópias vendidas durante a pré-venda, ocorrida em apenas 10 dias anteriores. Além disso, Soy chegou a estar no topo (número 1) na lista dos álbuns físicos mais vendidos da Argentina, Uruguai, Venezuela, Equador e Israel, além de entrar no top 10 da Espanha e Itália, e no top 30 no México na 27ª posição, e no Peru na 31ª colocação.

## Álbuns

### Álbuns de estúdio
| Ano  | Detalhe do álbum | Melhores posições | Melhores posições | Melhores posições | Melhores posições | Melhores posições | Melhores posições | Melhores posições | Melhores posições | Certificações             |
| Ano  | Detalhe do álbum | ARG               | URU               | VEN               | ESP               | ISR               | MEX               | ITA               | PER               | Certificações             |
| ---- | --- | ----------------- | ----------------- | ----------------- | ----------------- | ----------------- | ----------------- | ----------------- | ----------------- | ------------------------- |
| 2014 | A Bailar - Lançamento: 21 de março de 2014 - Gravadora(s): 3musica/DBN, Sony Music, RCA - Formato(s): CD, Download digital, Streaming | 5                 | 3                 | —                 | —                 | 15                | —                 | —                 | —                 | - CAPIF: Ouro             |
| 2016 | Soy - Lançamento: 20 de maio de 2016 - Gravadora(s): Sony Music, Ariola Records - Formato(s): CD, Download digital, Streaming, LP     | 1                 | 1                 | 1                 | 6                 | 1                 | 27                | 5                 | 31                | - CAPIF: Ouro - CUD: Ouro |
| 2018 | Brava - Lançamento: 10 de agosto de 2018 - Gravadora(s): Sony Music - Formato(s): CD, Download digital                                | 2                 | 3                 | —                 | —                 | —                 | —                 | —                 | —                 | - CAPIF: 4x Platina       |
| 2020 | Libra - Lançamento: 12 de novembro de 2020 - Gravadora(s): Sony Music - Formato(s): CD, Download digital                              |                   |                   |                   |                   |                   |                   |                   |                   |                           |

### Extended plays (EP)
| Ano  | Detalhes do EP                                                                                               | Tracklist                                     |
| ---- | --- | --------------------------------------------- |
| 2013 | A Bailar - Lançamento: 02 de setembro de 2013 - Gravadora(s): 3musica/DBN - Formato(s): CD, Download digital | 1. "A Bailar" 2. "Asesina" 3. "Del Otro Lado" |

### Ao vivo
| Ano  | Detalhes do Álbum |
| ---- | --- |
| 2015 | Lali en La Trastienda - Lançamento: fevereiro de 2015 - Gravadora(s): Claro Música e Hook Producciones SRL - Formato(s): Download digital, Streaming |
| 2016 | Lali en vivo - Lançamento: janeiro de 2016 - Gravadora(s): Claro Música e RCA Victor - Formato(s): Download digital, Streaming                       |

### Trilhas sonoras
| Ano  | Detalhes do álbum                                                            | Melhores posições | Melhores posições | Melhores posições | Melhores posições | Melhores posições | Melhores posições | Melhores posições | Melhores posições | Melhores posições | Vendas                                           | Certificações                             |
| Ano  | Detalhes do álbum                                                            | ARG               | ISR               | URU               | PAR               | BOL               | PER               | ESP               | EQU               | IDN               | Vendas                                           | Certificações                             |
| ---- | ---------------------------------------------------------------------------- | ----------------- | ----------------- | ----------------- | ----------------- | ----------------- | ----------------- | ----------------- | ----------------- | ----------------- | ------------------------------------------------ | ----------------------------------------- |
| 2003 | Rincón de Luz - Formato(s): CD                                               | -                 | -                 | -                 | -                 | -                 | -                 | -                 | -                 | -                 | -                                                | -                                         |
| 2004 | Floricienta y su banda - Formato(s): CD                                      | 1                 | -                 | 1                 | -                 | 5                 | 1                 | 49                | 8                 | -                 | - : +150.000 - : +300.000                        | - : 1× Ouro - : 3× Platina                |
| 2005 | Floricienta 2 - Formato(s): CD                                               | 3                 | -                 | 8                 | -                 | -                 | -                 | -                 | -                 | -                 | - : +120.000 - : +4.000 - : +50.000 - : +250.000 | - : 3× Platina - : 1× Platina - : 1× Ouro |
| 2006 | Chiquititas 2006 - Formato(s): CD                                            | 9                 | -                 | -                 | -                 | -                 | -                 | -                 | -                 | -                 | -                                                | -                                         |
| 2015 | Esperanza mía (Banda original de sonido) - Formato(s): CD e Download digital | 1                 | 6                 | 1                 | 23                | -                 | -                 | -                 | -                 | 55                | - : +40.000                                      | - : 1× Ouro - : 1× Platina                |

## Singles

### Como artista principal
| Título                                                                                             | Ano  | Melhores posições | Melhores posições | Melhores posições | Melhores posições | Melhores posições | Melhores posições | Melhores posições | Melhores posições | Álbum    |
| Título                                                                                             | Ano  | ARG               | ARG Latin         | EQU               | MEX Esp.          | MEX               | PAN               | URU               | VEN               | Álbum    |
| -------------------------------------------------------------------------------------------------- | ---- | ----------------- | ----------------- | ----------------- | ----------------- | ----------------- | ----------------- | ----------------- | ----------------- | -------- |
| "A Bailar"                                                                                         | 2013 | —                 | -                 | -                 | -                 | -                 | -                 | -                 | -                 | A Bailar |
| "Asesina"                                                                                          | 2014 | -                 | -                 | -                 | -                 | -                 | -                 | -                 | -                 | A Bailar |
| "Del otro lado"                                                                                    | 2015 | -                 | -                 | -                 | -                 | -                 | -                 | -                 | -                 | A Bailar |
| "Histeria"                                                                                         | 2015 | -                 | -                 | -                 | -                 | -                 | -                 | -                 | -                 | A Bailar |
| "Soy"                                                                                              | 2016 | 5                 | -                 | 15                | -                 | -                 | -                 | -                 | -                 | Soy      |
| "Boomerang"                                                                                        | 2016 | -                 | -                 | -                 | -                 | -                 | -                 | -                 | -                 | Soy      |
| "Ego"                                                                                              | 2016 | 4                 | 15                | -                 | -                 | -                 | 69                | -                 | 49                | Soy      |
| "Una Na"                                                                                           | 2017 | 1                 | 9                 | 89                | 34                | -                 | 94                | 8                 | -                 | Brava    |
| "Tu Novia"                                                                                         | 2017 | -                 | -                 | -                 | -                 | -                 | -                 | -                 | -                 | Brava    |
| "100 Grados" (com A.Chal)                                                                          | 2018 | 3                 | 19                | 53                | 14                | 30                | -                 | 14                | -                 | Brava    |
| "Besarte Mucho"                                                                                    | 2018 | 53                | —                 | —                 | —                 | —                 | —                 | —                 | —                 | Brava    |
| "Sin Querer Queriendo" (part. Mau y Ricky)                                                         | 2018 | 14                | —                 | 87                | —                 | —                 | 16                | 13                | —                 | Brava    |
| "Caliente" (part. Pabllo Vittar)                                                                   | 2018 | 51                | —                 | —                 | —                 | —                 | —                 | —                 | —                 | Brava    |
| "—" denota que o single em questão não foi lançado naquele território ou não alcançou uma posição. |      |                   |                   |                   |                   |                   |                   |                   |                   |          |

### Como artista convidada
| Título                                                                     | Ano  | Melhores posições | Melhores posições | Melhores posições | Melhores posições | Melhores posições | Melhores posições | Melhores posições | Melhores posições | Melhores posições | Certificações                                 | Álbum                           |
| Título                                                                     | Ano  | ARG               | COL               | ECU               | PAN pop           | ESP               | URU               | VEN               | EUA Latin         | EUA Latin digital | Certificações                                 | Álbum                           |
| -------------------------------------------------------------------------- | ---- | ----------------- | ----------------- | ----------------- | ----------------- | ----------------- | ----------------- | ----------------- | ----------------- | ----------------- | --------------------------------------------- | ------------------------------- |
| "Mueve" (versão Remix) (Abraham Mateo com Lali)                            | 2016 | -                 | -                 | -                 | -                 | -                 | -                 | -                 | -                 | -                 | -                                             | Are You Ready? (Versión Deluxe) |
| "Firestarter" (Brian Cross com Lali)                                       | 2016 | -                 | -                 | -                 | -                 | -                 | -                 | -                 | -                 | -                 | -                                             | Darkness to Light               |
| "Own the Night" (versão Coca-Cola FM) (CD9 com Lali)                       | 2016 | -                 | -                 | -                 | -                 | -                 | -                 | -                 | -                 | -                 | -                                             | Revolution                      |
| "Roma-Bangkok" (Remix espanhol) (Baby-K com Lali)                          | 2017 | -                 | -                 | -                 | -                 | -                 | 100               | -                 | -                 | -                 | -                                             | —                               |
| "Mi Mala" (Remix) (Mau y Ricky e Karol G com Lali, Becky G e Leslie Grace) | 2018 | 10                | 68                | 15                | 9                 | 57                | 8                 | 43                | 38                | 14                | - CAPIF: Ouro (Remix) - RIAA: Platina (Latin) | —                               |
| "Prohibido" (Remix) (CD9 com Lali e Ana Mena)                              | 2018 | -                 | -                 | -                 | -                 | -                 | -                 | -                 | -                 | -                 | -                                             | 1.0                             |

### Promocionais
| Título                                   | Ano  | Álbum    |
| ---------------------------------------- | ---- | -------- |
| "Mil Años Luz"                           | 2014 | A Bailar |
| "Amor de verdad" (featuring Zetta Krome) | 2014 | A Bailar |
| "Único"                                  | 2016 | Soy      |
| "Tu Revolución"                          | 2016 | Soy      |
| "Taste the Feeling" (versão espanhol)    | 2017 | —        |
| "Cuando Estoy con Vos" (showmatch)       | 2017 | —        |
| "Tu Sonrisa"                             | 2017 | —        |

### Singles de trilhas-sonoras e relacionados
| Título                     | Ano  | Álbum                                   |
| -------------------------- | ---- | --------------------------------------- |
| "No Digas Nada"            | 2003 | Rincón de luz                           |
| "Me Pasan Cosas"           | 2006 | Chiquititas 24 horas                    |
| "Por Una Sola Vez"         | 2006 | Chiquititas 24 horas                    |
| "Escaparé"                 | 2007 | Teen Angels                             |
| "Hay Un Lugar"             | 2008 | Teen Angels 2                           |
| "Siento"                   | 2009 | Teen Angels 3                           |
| "Me Voy"                   | 2010 | Teen Angels IV                          |
| "Quiero Salir del Paraíso" | 2010 | Teen Angels IV                          |
| "Dime Por Qué"             | 2011 | TEENANGELS 5                            |
| "Amor de Agua y Sal"       | 2013 | Solamente Vos                           |
| "Me Haces Volar"           | 2013 | Solamente Vos                           |
| "El Amor que Asoma"        | 2013 | Solamente Vos                           |
| "Frente a Tí"              | 2013 | Solamente Vos                           |
| "Tengo Esperanza"          | 2015 | Esperanza mía(Banda original de sonido) |
| "Glória"                   | 2015 | Esperanza mía(Banda original de sonido) |
| "Me muero por vos"         | 2015 | Esperanza mía(Banda original de sonido) |
| "Necesito"                 | 2015 | Esperanza mía(Banda original de sonido) |
| "Como haremos"             | 2015 | Esperanza mía(Banda original de sonido) |
| "Jurame"                   | 2015 | Esperanza mía(Banda original de sonido) |
| "El ritmo del momento"     | 2015 | Esperanza mía(Banda original de sonido) |
| "La Memória"               | 2016 | Artists for Memória AMIA                |
| "Por ese palpitar"         | 2018 | Série: Sandro de América                |

## Vídeos musicais
| Ano                    | Vídeo                                           | Diretor                        | Convidado(s) especial                   |
| Como artista principal | Como artista principal                          | Como artista principal         | Como artista principal                  |
| ---------------------- | ----------------------------------------------- | ------------------------------ | --------------------------------------- |
| 2013                   | "A Bailar"                                      | Juan Ripari                    | -                                       |
| 2014                   | "Asesina"                                       | Juan Ripari                    | Facundo Mazzei                          |
| 2014                   | "No Estoy Sola" (vídeo promocional)             | Juan Ripari                    | Benjamín Amadeo e outros                |
| 2015                   | "Mil Años Luz" (ao vivo)                        | Juan Ripari                    | -                                       |
| 2015                   | "Del otro lado"                                 | Juan Ripari                    | Leonel Mangieri                         |
| 2015                   | "Histeria"                                      | Juan Ripari                    | —                                       |
| 2016                   | "Soy"                                           | Juan Ripari                    | —                                       |
| 2016                   | "Boomerang"                                     | Juan Ripari                    | —                                       |
| 2016                   | "Boomerang" (versão Coca-Cola Espanha)          | Alberto Evangelio              | —                                       |
| 2016                   | "Ego"                                           | Juan Ripari                    | —                                       |
| 2017                   | "Una Na"                                        | Juan Ripari                    | —                                       |
| 2017                   | "Tu Novia"                                      | Oscar Roho                     | —                                       |
| 2018                   | "100 Grados"                                    | Ariel Winograd e Diego Berakha | —                                       |
| Como artista convidada |                                                 |                                |                                         |
| 2016                   | "Mueve" (com Abraham Mateo)                     | Hermanos Dawidson              | —                                       |
| 2017                   | "Roma-Bangkok" (com Baby K)                     | Gaetano Morbioli               | —                                       |
| Outras aparições       |                                                 |                                |                                         |
| 2016                   | "Cumbia del Permitido" (filme)                  | Ariel Winograd                 | Abel Ayala                              |
| 2016                   | "La memória" (campanha)                         | Sebastián Orgambide            | Artistas para a campanha "Memoria AMIA" |
| 2018                   | "Paren de Matarnos" (com Miss Bolivia e outros) | —                              | Vários                                  |

## Turnês
| Ano     | Turnê         | Número de shows   | Álbum(s) associado(s) | Locais                                      | Nº de países | Público        |
| ------- | ------------- | ----------------- | --------------------- | ------------------------------------------- | ------------ | -------------- |
| 2014-16 | A Bailar Tour | 78                | A Bailar              | América do Sul Europa Ásia                  | 6            | 746,365 aprox. |
| 2016-17 | Soy Tour      | 47                | Soy                   | América do Sul Europa Ásia                  | 7            | -              |
| 2017-18 | #LaliEnVivo   | 16                | Toda a discografia    | América do Sul América do Norte Europa Ásia | 5            | -              |
| 2018    | Brava Tour    | 9 - até o momento | Brava (TBA)           | América do Sul                              | 2            | -              |